# Ley Televisa
La Ley Televisa, es el nombre no oficial con el que se conoce una serie de modificaciones a la Ley Federal de Telecomunicaciones (LFT) y Ley Federal de Radio y Televisión (LFRT) de México, publicadas en el Diario Oficial de la Federación el 11 de abril de 2006. La controvertida ley fue aprobada en marzo de 2006, por el pleno de la Cámara de Diputados prácticamente por unanimidad, en un lapso de 7 minutos y sin lectura previa, algo insólito en la historia de México. La ley fue confirmada por el Senado, "sin cambiarle una coma", durante el último año de la presidencia de Vicente Fox y poco antes de las elecciones generales de 2006. Vicente Fox pudo haber vetado la ley por los señalamientos hechos por la Secretaría de Comunicaciones y Transportes contra la ley, pero decidió publicarla, haciendo que entrara en vigor a partir del 11 de abril del mismo año. Para ello Fox pretextó la democracia que imperó en las cámaras en su aprobación.
En opinión de sus detractores, la ley consagra la desregulación del espectro digital en favor del duopolio mediático mexicano formado por Grupo Televisa y TV Azteca.
Entre otros puntos de este par de leyes, pueden señalarse los que siguen:
- No se contempla que, en sus bases, las licitaciones para otorgar las concesiones incorporen criterios de calidad de la programación (LFRT, Art. 17c, d, e). De hecho, nada en esta ley tutela el derecho a la información de los ciudadanos.
- Se prevé que las concesiones tengan vigencia por plazos excesivamente largos, de 20 años (LFRT, Art. 16; LFT, Art. 19), lo cual cuando menos triplica la duración de este género de concesiones a nivel internacional. Además de la menor recaudación económica que esto implica para el Estado, dificulta sancionar a los concesionarios con la revocación, en caso de que éstos dejen de cumplir algunas de sus obligaciones legales.
- Se prevé un procedimiento automático para la renovación de las concesiones, mediante simple solicitud del beneficiario, sin necesidad de que se abra una nueva licitación (LFT, Art. 19).
- La ley no prevé que la COFETEL tenga facultades para negar la renovación, siendo que en el Derecho mexicano, por principio, las facultades no expresamente otorgadas por las leyes, no existen.
- De cualquier modo, en caso de abrirse una licitación, la ley establece que los concesionarios anteriores tendrán preferencia para renovar sus derechos frente a los nuevos solicitantes (LFRT, Art. 16).

Hay que añadir que la promulgación escandalosamente veloz de esta ley (ley que más tarde, según consideró la Suprema Corte de Justicia, contenía artículos inconstitucionales), se dio en un contexto de lo que (a juicio de los oponentes de la ley) son ya desmesurados "favores" del Estado, de 2004 en adelante, a las dos grandes empresas que concentran 95% de la televisión mexicana Estos "favores" incluyen el haberse concedido el uso, libre de todo cargo, de canales destinados a permitir el "apagón analógico" y la Television Digital Terrestre, entregando así a empresas privadas un bien público como son dichas porciones del espectro digital de frecuencias. Esta ley ha sido considerada por diversos críticos, como la muestra del avasallamiento dramático del poder Legislativo y la Presidencia por ciertos intereses privados.
Sin embargo, poco más tarde 47 Senadores que fueron miembros de la LIX Legislatura promovieron ante la Suprema Corte de Justicia de la Nación una acción de inconstitucionalidad, argumentado que la llamada "Ley Televisa" inhibe la competencia y fomenta el poder del duopolio televisivo mencionado anteriormente.
En el marco de la acción de inconstitucionalidad, los senadores Pablo Gómez Álvarez (PRD), Santiago Creel Miranda (PAN), entre otros políticos declararon haber aprobado la ley "bajo presión" y en el contexto de las elecciones generales de México en el 2006.

## Antecedentes
Javier Orozco, abogado de la Secretaría de Gobernación (RTC) y más tarde Diputado Federal por el Partido Verde Ecologista de México, fue uno de los principales impulsores de la Ley Televisa (LFRTV). Durante la presentación de la Ley Televisa (LFRTV) fue presidente de la Comisión de Radio y Televisión en la LIX Legislatura Federal. Desde esa comisión, aunque presentada por el PRI, salió la Ley Federal de Radio y Televisión (llamada Ley Televisa). De la misma manera, el vicepresidente ejecutivo de Televisa, Bernardo Gómez Martínez fue 

el artífice de las reformas a la ley de radio y televisión, que se había mantenido sin cambios mayores desde 1960 y que garantizan que durará varias décadas más el duopolio de Televisa y Tv Azteca. La ley Televisa se elaboró en las oficinas de uno de los asesores de Bernardo, Javier Tejado Dondé.
Federico Arreola, "La Mano de Bernardo Gómez"

Otro de los principales promotores de la ley fue el abogado y senador Diego Fernández de Cevallos, que en para entonces se había destacado por llevar litigios de empresas e individuos frente al Gobierno Mexicano. Fernández de Cevallos llegó a atacar muy duramente al Senador de su partido Javier Corral Jurado quien se opuso a la ley, contra la opinión mayoritaria en su partido. Corral Jurado declaró que seguiría esforzándose «por una reforma integral, democrática, para los medios electrónicos».
En la cámara de diputados, la ley contó con el apoyo de los tres partidos principales: PAN, PRI y PRD y fue aprobada casi por unanimidad. En el Senado, y después de una marea de críticas de periodistas no afiliados a Televisa o Tv Azteca, algunos senadores tanto del PAN, como Javier Corral Jurado, y varios senadores de PRI y PRD se opusieron a la ley. La bancada del PRD en su totalidad votó contra la ley con Raymundo Cárdenas, Senador por Zacatecas como una de las principales voces en contra.
Ante la reiterada pregunta sobre si la ley constituía un avance, el presidente de la Comisión Federal de Telecomunicaciones, ingeniero Jorge Arredondo Martínez, señaló:

No asegura la rectoría del Estado para regular el uso eficiente del espectro radioeléctrico; no regula espectro y redes, bajo un mismo modelo, para admitir la creciente diversidad de nuevos servicios en convergencia; provoca una inadecuada administración del espectro que pone en riesgo la convergencia, porque dificulta el ingreso de nuevos servicios, tecnologías y prestadores de servicios
Jorge Arredondo Martínez, respuesta a pregunta del senador Emilio Gamboa Patrón del PRI, al comparecer ante el Senado mexicano

## Señalamientos sobre la ley
- En mayo de 2007, Sergio Salvador Aguirre Anguiano, ministro de la Suprema Corte de Justicia de la Nación, afirmó que el artículo 28 de la Ley Federal de Radio y Televisión, que establece el otorgamiento de concesiones, violenta los artículos 1, 25, 27 y 28 de la constitución mexicana, además de que propiciaría la concentración de los servicios de radiodifusión y telecomunicaciones en manos de los actuales concesionarios, Televisa y TV Azteca, principalmente.[9]

- Hay acuerdo entre los opositores a la ley en que ésta aumentaría el control de las televisoras sobre el mercado y que la ley no prevé otorgar frecuencias gratuitas para radio o televisión comunitaria o educativa, existen discrepancias en cuanto al mecanismo de asignación de frecuencias: unos consideran que el mecanismo de subasta es injusto por principio, como el magistrado de la Suprema Corte Aguirre Anguiano, quien declaró "En una subasta sería el aspirante con mayores recursos financieros el que resulte vencedor, lo que se traduce en violación al principio de igualdad consagrado en el artículo primero constitucional".[10]

- El consenso entre los economistas de la regulación, apunta a que el concesionario que puede dar el mejor uso a una concesión es el que va a volorarla más y por lo tanto tenderá a ganar la subasta, lo cual generalmente no coincide con tener mayor capacidad financiera o tener un monopolio previo sobre el mercado. Por lo que, la mayoría de los economistas de esta área, ven a las subastas como un mejor método que la asignación del espectro comparado con el discrecional.[11]

- Otros críticos de la ley señalan que se está regalando el espectro propiedad pública de la nación a las televisoras para la conversión a televisión digital y, por lo tanto, es justo que dichos activos se subasten con Televisa y TV Azteca participando sin ningún privilegio preexistente. También se sugiere que las televisoras puedan participar siempre y cuando no superen un cierto porcentaje de control de canales o estaciones de radio al estilo de la regulación tradicional de la competencia en Estados Unidos.

- Santiago Creel que había sido secretario de Gobernación bajo el gobierno de Vicente Fox, que aprobó la polémica ley declaró posteriormente que la ley Televisa se aprobó en un clima de presión, ya que no se negoció, sino que se impuso como acción previa a las elecciones presidenciales de 2006, cuando "los partidos estaban involucrados en una intensa campaña que requería los espacios televisivos", y ello dio como resultado una legislación "con muchos defectos".[12]

## Otras Reacciones
- El Instituto Mexicano de la Radio (IMER) no estuvo de acuerdo con esta ley porque ellos argumentaban que si se aprobaba, todas las estaciones de radio del IMER y los canales Once TV, Canal 22, Espacio Edusat y TV UNAM saldrían del aire. Todas las estaciones del IMER empezaron a transmitir una sola canción todo el día. Esto representó una alegoría a la falta de pluralidad de los monopolios que siempre "tocan la misma canción", una voz en off que recordaba que los monopolios no favorecen la diversidad y pluralidad de los medios masivos de comunicación. Esta protesta en contra de la nueva ley de comunicación resultó una acción exitosa debido al impacto público.

- El senador mexicano Santiago Creel es entrevistado por Carmen Aristegui para analizar la cuestionada Ley Televisa en el programa "Aristegui" de CNN en Español. El 16 de julio de 2008, durante la emisión del mencionado programa, se mostraron imágenes de Creel emitidas por Televisa, en las que aparece con el rostro tapado de forma digital. Además de esa fecha, Creel fue entrevistado en otras 4 ocasiones, por Carmen Aristegui. Según Santiago Creel, Televisa no le da tribuna, para que su rostro aparezca durante las emisiones de sus noticieros

## Acción de Inconstitucionalidad
47 Senadores de la LIX Legislatura, encabezados por Javier Corral Jurado, Dulce María Sauri Riancho, Manuel Bartlett Díaz, Raymundo Cárdenas entre otros, interpusieron en 4 de mayo de 2006 una controversia constitucional ante la Suprema Corte de Justicia de la Nación contra las Leyes de Radio y Televisión y de Telecomunicaciones, con el fin de que fueran declaradas anticonstitucionales, total o parcialmente aduciendo que eran violatorias de los artículos 1, 25, 27 y 28 de la Constitución Política de los Estados Unidos Mexicanos, proyecto que quedó en manos de Sergio Salvador Aguirre Anguiano, ministro de la Suprema Corte de Justicia de la Nación (SCJN). La minoría calificada de senadores fue representada, pro bono, por el despacho Zambrano & Madrazo Abogados, estando a cargo del caso un equipo conformado por el Lic. José Luis Zambrano Porras, el Dr. Alejandro Madrazo Lajous y la Lic. Mariana Benítez Tiburcio.
Tras varios meses, comenzó la discusión de la Ley, primero con comparecencias de los interesados ya exsenadores, de la Cámara de la Industria de la Radio y la Televisión y técnicos de la UNAM y el IPN, para fundamentar partes de los dictámenes y obtener información técnica de las discusiones.
La Suprema Corte declaró inconstitucional 6 artículos, 16 párrafos y partes de los textos de la ley, además de que se acreditaron omisiones legislativas. Entre lo eliminado de la Ley se tiene el proceso de Subasta de las concesiones, el refrendo automático de las mismas, la objeción del Senado de los miembros de la Cofetel, el periodo de 20 años de la concesión, además de los artículos que permitían la obtención de servicios extras digitales por el mismo espectro, además que se hizo hincapié que la Ley omitía mandatos de igualdad en los medios reglamentado en el artículo 2 de la Constitución.
Ante esto, el Ministro Presidente de la Corte, Guillermo Ortiz Mayagoitia mencionó que la SCJN no hace política pero que incide en ella de manera imparcial, además que con ello anuncia una etapa de sentencia de importancia nacional con respecto al IFE, el Conflicto en Oaxaca y la violación de los Derechos Humanos de Lydia Cacho.
Televisa aceptó públicamente la sentencia, pero disintió de ella en términos del refrendo automático, coincidiendo también la CIRT. Además partidos políticos se han comprometido a modificar la Ley para resarcir los errores de las mismas, así como incluir a las comunidades en dichas leyes.
Entre los académicos que más han seguido el tema de la Ley Televisa ha sido la periodista Denise Dresser, Carmen Aristegui, Miguel Ángel Granados Chapa, Javier Esteinou Madrid y medios como Reforma, La Jornada, El Universal, Once tv, Canal 22 y la Revista Proceso.
Actualmente se está debatiendo una nueva Ley Televisa, a la que por supuesto, el senador Javier Corral le ha hecho oposición.